# Moedas de euro francesas
As moedas de euro francesas apresentam três desenhos diferentes para as três séries de denominações de euro. A série de menor valor foi desenhada por Fabienne Courtiade,a intermediária por Laurent Jorio, e as duas moedas de maior valor por Joaquim Jimenez. Todos os desenhos têm em comum as 12 estrelas da União Europeia, o ano de cunhagem, e as letras "RF" de République Française (República Francesa).
| € 0,01 | € 0,02 | € 0,05                                                                                      |
| --- | --- | ------------------------------------------------------------------------------------------- |
| | |                                                                                             |
| Efígie de Marianne, símbolo da República Francesa                                                                          | Efígie de Marianne, símbolo da República Francesa                                                                          | Efígie de Marianne, símbolo da República Francesa                                           |
| € 0,10 | € 0,20 | € 0,50                                                                                      |
| | |                                                                                             |
| A semeadeira, um tema comum ao antigo franco                                                                               | A semeadeira, um tema comum ao antigo franco                                                                               | A semeadeira, um tema comum ao antigo franco                                                |
| € 1,00 | € 2,00 | € 2 (rebordo)                                                                               |
| | | O rebordo apresenta o número "2" seis vezes alternadamente com **, num total de 12 estrelas |
| Uma árvore estilizada contida dentro de um hexágono e o lema Liberté Egalité Fraternité (Liberdade Igualdade Fraternidade) | Uma árvore estilizada contida dentro de um hexágono e o mote Liberté Egalité Fraternité (Liberdade Igualdade Fraternidade) |                                                                                             |

## Moedas comemorativas de 2 euros

Presidência do Conselho da União Europeia (2008)Presidência do Conselho da União Europeia (2008)